# Jergins Trust Building
Das Jergins Trust Building war ein zehngeschossiges Bürohochhaus im Beaux-Arts-Stil in Long Beach, Kalifornien, das 1919 erbaut wurde. Das Gebäude beherbergte Büros und ein Theater im Erdgeschoss und war bekannt für seine Fassade mit Terrakotta-Elementen und Wasserspeiern. Obwohl das Gebäude eines der historischen Wahrzeichen von Long Beach war, wurde es 1988 abgerissen.

## Geschichte
Das ursprünglich nach seinem Gründer Markwell Building genannte Gebäude im Beaux-Arts-Stil wurde 1919 erbaut und umfasste zunächst sechs Stockwerke und ein Theater, in dem unter anderem Fred Astaire auftrat. Das Gebäude wurde 1925 an A.T. Jergins verkauft, der es 1929 um vier Stockwerke erhöhte. Das Gebäude beherbergte das erste Superior Courthouse in Kalifornien.
Das Gebäude wurde 1979 zum historischen Wahrzeichen von Long Beach erklärt, aber nicht in die Denkmalliste aufgenommen.
Mitte der 1980er Jahre planten die Eigentümer den Abriss des Gebäudes, um ein neues 20-stöckiges Hotel zu errichten. Eine Gruppe von Denkmalschützern beauftragte einen Bauträger mit der Ausarbeitung eines Sanierungsvorschlags, der auch den Erhalt des alten Gebäudes vorsah, doch ihre Bemühungen blieben erfolglos. Im November 1987 erteilte die Stadt Long Beach die endgültige Abrissgenehmigung und 1988 wurde das Gebäude abgerissen.
Nach dem Abriss bauten die Eigentümer das Hotel nie wieder auf und das Grundstück stand leer. Der Abriss des Gebäudes und der Verlust mehrerer anderer historischer Gebäude (u. a. des Pacific Coast Club) in den 1980er Jahren rief die Denkmalschutzbewegung in Long Beach auf den Plan.
Zwei der dekorativen Säulen des Gebäudes wurden als Eingangstor zum Drake Chavez Greenbelt Park im Stadtteil Willmore verwendet.
Im Jahr 2012 wurde eine Gedenktafel erstellt.

## Jergins Tunnel
Im untersten Stockwerk des Gebäudes befand sich eine Arkade, die 1927 durch einen 55 m langen Tunnel unter dem Ocean Boulevard mit dem Strand verbunden wurde, um die Fußgänger vor der stark befahrenen Straße zu schützen. Der Tunnel wurde bis 1967 genutzt, als der Ocean Boulevard verbreitert und der Tunnel versiegelt wurde.
Der Fußgängertunnel ist Thema des Songs Did You Know That There’s a Tunnel Under Ocean Blvd von Lana Del Rey aus dem Jahr 2022. Weniger als ein Jahr später wurde bekannt gegeben, dass der Jergins Tunnel als Speakeasy wiedereröffnet und Teil eines neuen Hard Rock Hotels werden soll. Das Projekt soll 2027, ein Jahr vor den Olympischen Sommerspielen 2028, abgeschlossen sein.